# 1919 en droit
Cet article présente les faits marquants de l'année 1919 en droit.

## Événements

### Février
- 4 février : loi Jonnart modifiant le statut juridique des indigènes d'Algérie.
- 19-21 février : lors du premier Congrès panafricain à Paris, des Antillais et des Africains créent la  « Ligue française pour l’accession des indigènes de Madagascar aux droits de citoyens français »[1].

### Mars
- 18 mars : Rowlatt Act en Inde instaurant des cours spéciales et autorisant la détention sans procès pour activités subversives. Ces lois provoquent une recrudescence de l’activité nationaliste[2].
- 24 - 29 mars : procès de Raoul Villain, assassin de Jean Jaurès devant la cour d'assises de la Seine ; il est acquitté.

### Juin
- 28 juin : signature du Traité de Versailles au château de Versailles.

### Décembre
- 23 décembre : Sex Disqualification (Removal) Act 1919, loi au Royaume Uni interdisant de refuser un emploi ou une charge à une personne du fait de son sexe ou de son mariage.
- 31 décembre : Ada Summers (en) est la première femme au Royaume Uni à prêter serment pour devenir juge de paix (Justice of the Peace)[3].

## Naissances
- 18 mars : Roland Weyl, avocat français, doyen de l'Ordre des Avocats de Paris depuis février 2010.
- 12 mai : Joseph Pouabou, magistrat congolais, premier président de la Cour suprême du Congo († 15 février 1965).
- 23 juin : Jean Imbert, historien français du droit († 13 novembre 1999).
- 4 octobre : Gérard Lyon-Caen, professeur de droit français, spécialisé dans le droit social († 13 avril 2004).

## Décès
- 1er juin : Paul Cunisset-Carnot, avocat, procureur, premier président de la cour d'appel de Dijon (° 19 mars 1849).
- 3 août : Josef Kohler, juriste allemand (° 9 mars 1849).
- 29 septembre : Adolphe Prins, juriste, pénaliste belge, professeur de droit à l'Université libre de Bruxelles (° 2 novembre 1845).
- 4 décembre : Jacques Flach, juriste et historien du droit français (° 16 février 1846).